# Gibraleón
Gibraleón – gmina w Hiszpanii, w prowincji Huelva, w Andaluzji, o powierzchni 328,34 km². W 2011 roku gmina liczyła 12 590 mieszkańców.